# Civilpliktsrådet
Civilpliktsrådet (förk. CPR) var medinflytande- och intresseorganisation för Sveriges civilpliktiga (med lång grundutbildning). Rådets uppgift var att företräda Sveriges civilpliktiga och bevaka deras intressen. Civilpliktsrådet hade också till uppgift att bevaka de vapenfrias intressen. Eftersom inga civilpliktiga utbildas sedan halvårsskiftet 2008, upphörde Civilpliktsrådets verksamhet i oktober samma år. I och med att Civilpliktsrådets verksamhet upphörde, övertogs frågorna rörande rätten att vara vapenfri av den ideella organisationen Centrum för vapenfrihet.

## Verksamhet
En av Civilpliktsrådets viktigaste verksamheter var att träffa civilpliktiga på utbildningsplatserna och fånga upp frågor som var angelägna för de civilpliktiga. Utbildningsplatsbesöken avslutades alltid med ett möte med chefen för utbildningsstället där de civilpliktigas synpunkter presenterades. En rapport från besöket skrevs och skickades till utbildningsstället, den utbildande myndighetens centrala ledning och till försvarsdepartementet.
Civilpliktsrådet träffade också regelbundet försvarsministern och riksdagsledamöter (främst ledamöter i försvarsutskottet) liksom tjänstemän inom försvarsdepartementet. Syftet med dessa möten var att få genomslag för de frågor som var angelägna för de civilpliktiga.

## Organisation m.m.
Civilpliktsrådet, som vid varje tid bestod av högst tre ledamöter, utsågs av en Civilpliktskongress som anordnades två gånger per år. Ombuden vid Civilpliktskongressen utsågs i sin tur av de civilpliktiga på utbildningsplatserna i demokratiska val. Vid varje kongress valdes högst två civilpliktiga att ingå i Civilpliktsrådet. Mandatperioden för ledamöterna i Civilpliktsrådet var ett år från den kongress som ledamoten valdes. Avgående ledamöter tjänstgjorde en månad efter Civilpliktskongressen för inskolning av de nya ledamöterna.
Civilpliktskongressen beslutade, utöver valet av Civilpliktsråd, om ett civilpliktsprogram, en verksamhetsplan och om riktlinjer för verksamheten. Civilpliktsprogrammet var ett principprogram som styrde vilka frågor som Civilpliktsrådet hade att arbeta för. Verksamhetsplanen bestämde på en högre detaljnivå hur arbetet skulle genomföras. Riktlinjerna bestämde i detalj om organisationen.
Ledamöter i Civilpliktsrådet hade förmåner som motsvarade de ersättningar andra totalförsvarspliktiga hade. Civilpliktsrådet fick administrativt stöd från Krisberedskapsmyndigheten (KBM). Om Civilpliktsrådets verksamhet skulle återupptas, ska administrativt stöd ges av Myndigheten för samhällsskydd och beredskap.
Civilpliktskongressen valde också upp till tre verksamhetsrevisorer som vid fem tillfällen per år sammanträdde med Civilpliktsrådet för utvärdering av verksamheten och för att stödja Civilpliktsrådet i frågor som rörde verksamheten och organisationen.
Grundläggande bestämmelser om civilpliktskongressen och Civilpliktsrådet finns i förordningen (1995:808) om medinflytande för totalförsvarspliktiga.
Fram till 2005 arrangerades en civilpliktskongress per år. Vid denna kongress valdes fem ledamöter.